# ديب كوفي
ديب كوفي هي لاعب هوكي الحقل كندية، ولدت في 7 سبتمبر 1961.

## وصلات خارجية
- ديب كوفي على موقع الاتحاد الدولي للهوكي (الإنجليزية)
- ديب كوفي على موقع اللجنة الأولمبية الدولية (الإنجليزية)
- ديب كوفي على موقع أوليمبيديا (الإنجليزية)
- ديب كوفي على موقع اللجنة الأولمبية الكندية (الإنجليزية)